# Roda Sport in het seizoen 1954/55
Het seizoen 1954/1955 was het eerste jaar in het bestaan van de Kerkraadse betaaldvoetbalclub Roda Sport. De club werd opgericht nadat de clubs Bleijerheide en Kerkrade fuseerden. De club kwam uit in de Eerste klasse A en eindigde daarin op de negende plaats. Dit betekende dat de club in het nieuwe seizoen uitkwam op het hoogste voetbalniveau.

## Wedstrijdstatistieken

### Eerste klasse A
|       | Amsterdam | DOS   | Emma  | Excelsior | Go Ahead | SHS   | Leeuwarden | LONGA | MVV   | NAC   | Roda Sport | Veendam | Zwolsche Boys |
| ----- | --------- | ----- | ----- | --------- | -------- | ----- | ---------- | ----- | ----- | ----- | ---------- | ------- | ------------- |
| Thuis | 3 – 2     | 4 – 2 | 1 – 2 | 2 – 1     | 1 – 0    | 2 – 3 | 2 – 2      | 6 – 2 | 1 – 0 | 0 – 0 | 1 – 1      | 6 – 1   | 1 – 6         |
| Uit   | 3 – 1     | 1 – 5 | 5 – 0 | 4 – 1     | 1 – 1    | 3 – 1 | 0 – 1      | 1 – 0 | 5 – 0 | 3 – 0 | 2 – 5      | 2 – 3   | 1 – 0         |

## Statistieken Roda Sport 1954/1955

### Eindstand Roda Sport in de Nederlandse Eerste klasse A 1954 / 1955
| Stand | Gespeeld | Gewonnen | Gelijk | Verloren | Punten | Doelpunten voor | Doelpunten tegen |
| ----- | -------- | -------- | ------ | -------- | ------ | --------------- | ---------------- |
| 9e    | 26       | 11       | 4      | 11       | 26     | 48              | 51               |

### Topscorers
| Competitie \| # \| Naam \| \| \| ---------------- \| ---------------------- \| -- \| \| 1. \| Frans Rutten \| 19 \| \| 2. \| Bob Jongen \| 16 \| \| 3. \| Michel Esser \| 4 \| \| 4. \| Jef Kisters \| 3 \| \| 5. \| Sjef Timmerman \| 1 \| \| 5. \| Hens Vinken \| 1 \| \| 5. \| Jo Vondenhoff \| 1 \| \| 5. \| Harm Weber \| 1 \| \| Eigen doelpunten \| \| \| \| – \| Max Rosies (Veendam) \| \| \| – \| Nico Struycken (LONGA) \| \| \| Totaal \| Totaal \| 48 \| |                        |      |
| # | Naam                   | Goal |
| 1. | Frans Rutten           | 19   |
| 2. | Bob Jongen             | 16   |
| 3. | Michel Esser           | 4    |
| 4. | Jef Kisters            | 3    |
| 5. | Sjef Timmerman         | 1    |
| 5. | Hens Vinken            | 1    |
| 5. | Jo Vondenhoff          | 1    |
| 5. | Harm Weber             | 1    |
| Eigen doelpunten |                        |      |
| – | Max Rosies (Veendam)   |      |
| – | Nico Struycken (LONGA) |      |
| Totaal | Totaal                 | 48   |